# Johannes Schneider (Theologe, 1895)
Johannes Ferdinand Schneider (* 23. September 1895 in Stadtoldendorf; † 22. Mai 1970 in Berlin) war ein  baptistischer Theologe und der erste Baptist, der an einer deutschen Universität Theologie lehrte. Schwerpunkt seiner theologischen Arbeit war die neutestamentliche Ekklesiologie. Neben seiner Lehrtätigkeit engagierte er sich viele Jahrzehnte im Leitungs- und Predigtdienst der Baptistengemeinde Berlin-Steglitz.

## Leben und Wirken
Johannes Schneider war der älteste Sohn des Baptistenpredigers Ferdinand Johann Schneider (1862–1940) und dessen Ehefrau Anna Maria, geborene Funke (1872–1945). Der Beruf des Vaters brachte für die achtköpfige Familie eine Reihe von Wohnortswechsel mit sich: Stadtoldendorf, Luckenwalde, Neuruppin, Landsberg an der Warthe, wo Schneider Ostern 1914 die Reifeprüfung ablegte, und schließlich Treuenbrietzen, der Ruhestandssitz seiner Eltern. Mit Ausbruch des Ersten Weltkrieges meldete sich Schneider als Kriegsfreiwilliger zum Sanitätsdienst. Im Oktober 1914 wurde er eingezogen, jedoch knapp ein Jahr später aufgrund einer Herzerkrankung wieder entlassen.

### Anfänge
Noch 1915 immatrikulierte Schneider sich an der Philosophischen Fakultät der Berliner Friedrich-Wilhelms-Universität, belegte aber bereits im Wintersemester 1915/16 theologische Vorlesungen bei dem Neutestamentler Adolf Deißmann (1866–1937). Es folgten drei Semester an der Universität Halle. Anschließend kehrte er nach Berlin zurück und studierte neben Philosophie und Geschichte auch Rechtswissenschaft sowie Theologie. Im September 1919 wechselte er an die Universität Göttingen, wo er sein Studium der Geschichte fortsetzte und gleichzeitig auch Vorlesungen in den Staatswissenschaften hörte. Im zuletzt genannten Bereich erfolgte 1923 seine Promotion zum Dr. rer. pol. Der Titel seiner Dissertationsschrift lautete: Die sozialpolitischen Anschauungen Friedrich Naumanns. Im Jahr 1923 wechselte Schneider wieder zur Universität Berlin, diesmal an die Theologische Fakultät. Seinen Lebensunterhalt verdiente er durch verschiedene Nebentätigkeiten. So erhielt er von 1922 bis 1923 aufgrund seiner volkswirtschaftlichen und sozialpolitischen Kenntnisse eine Anstellung bei der Europäischen Studentenhilfe. Von 1923 bis 1925 arbeitete er als wissenschaftlicher Mitarbeiter beim Reichsverband der deutschen landwirtschaftlichen Genossenschaften in Berlin.
1926 verfasste Schneider – von Adolf Deißmann angeregt – eine Arbeit zum Thema Die Passionsmystik des Paulus, mit der er 1927 zum Lizentiaten der Theologie (später in Dr. theol. umgewandelt) promoviert wurde. Anschließend übernahm er im Kasseler Oncken-Verlag die Redaktion des baptistischen Sonntagsblattes Der Wahrheitszeuge. Gleichzeitig sorgte er in dieser Funktion für die Neuherausgabe des Hilfsboten, eine Handreichung für freikirchliche Geistliche, deren Erscheinen während des Weltkrieges eingestellt worden war. Beiden Zeitschriften blieb Schneider zeit seines Lebens verbunden und versorgte sie mit zahlreichen allgemeinverständlichen Abhandlungen. Nebenher wirkte Schneider von 1926 bis 1929 als Sekretär der Deutschen Christlichen Studentenvereinigung (DCSV). Seine Arbeit bestand vor allem darin, die Hochschulgruppen der DCSV im organisatorischen und seelsorgerlichen Bereich zu begleiten. Ein weiterer Schwerpunkt seines Dienstes innerhalb der Vereinigung war die literarische Arbeit als  Mitherausgeber der DCSV-Zeitschriften sowie als Autor zahlreicher theologischer Artikel.

### Lehrtätigkeit
Nach seiner 1930 erfolgten Habilitation, für die Schneider eine bedeutungsgeschichtliche Studie zum Begriff DOXA vorgelegt hatte, war er zunächst Privatdozent und ab 1935 nichtbeamteter außerordentlicher Professor für das Neue Testament an der Universität Berlin. Kurz zuvor hatte er auf Einladung der Universität Uppsala Gastvorlesungen gehalten. Im sogenannten Kirchenkampf stellte er sich auf die Seite der Bekennenden Kirche und forderte (allerdings erfolglos) auch seine Freikirche auf, ihre bis dato neutrale Position zu verlassen und sich eindeutig gegen die Deutschen Christen zu erklären. Von 1937 bis 1939 lehrte er deshalb nur als vertretender Lehrstuhlinhaber an der Universität Breslau. Da er den nationalsozialistischen Machthabern als politisch unzuverlässig galt, verweigerte man ihm  eine ordentliche Professur. In einem Gutachten der Parteikanzlei beim Stellvertreter des Führers (München) hieß es unter anderem, Schneider sei „überzeugter Anhänger der Bekenntnisfront“. Darüber hinaus seien „Umstände, aus denen die jederzeitige und rückhaltlose Einsatzbereitschaft Dr. Schneiders für den Nationalsozialistischen Staat sich ergibt, nicht bekannt geworden“. Die Parteikanzlei könne „daher eine Gewähr für die politische Zuverlässigkeit Dr. Schneiders nicht übernehmen“.
Von 1939 bis 1940 lehrte Schneider als Gastprofessor an einer Hochschule in Ottawa (Kanada). Nach seiner Rückkehr 1941 wurde er zwar auf Probe beamtet, jedoch aus den bereits genannten Gründen nur mit einer außerordentlicher Professur betraut. Erst nach Kriegsende 1945 erhielt er eine planmäßige Professorenstelle und engagierte sich als kommissarischer Dekan für den Wiederaufbau der Theologischen Fakultät, die zunächst in den Räumlichkeiten der ehemaligen BK-Kirchlichen Hochschule Berlin-Zehlendorf untergebracht war. Gemeinsam mit dem Widerstandskämpfer Martin Albertz unterrichtete er dort Neues Testament. 1950 wurde er zum ordentlichen Professor für Neues Testament an die Ost-Berliner Humboldt-Universität berufen, die ihm noch im gleichen Jahr die Ehrendoktorwürde verlieh. Schneider, der seinen Wohnsitz in Berlin-Steglitz beibehalten hatte, übernahm von 1954 bis 1956 die Funktion des Dekans der theologischen Fakultät. 1962 wechselte er in den Ruhestand, blieb aber weiterhin als theologischer Lehrer tätig. 1963 musste er aus politischen Gründen seine Vorlesungen als emeritierter Professor aufgeben; die DDR-Behörden verweigerten dem Westberliner den Passierschein.

### Ehrenamtliche Tätigkeiten
Johannes Schneider blieb, wenn auch nicht in unkritischer Weise, zeitlebens seiner Freikirche verbunden. Über 30 Jahre war er als Ältester Mitglied des Vorstandes der Baptistengemeinde Steglitz. Im Oncken-Archiv finden sich über 500 Konzepte gehaltener Predigten. Sie nennen in der Überschrift jeweils ein Lernziel und beziehen sich häufig auf zwei Bibeltexte, die ebenfalls notiert sind. Auf Konferenzen des baptistischen Gemeindebundes war er ein gern gehörter Redner. Er besaß die Gabe, theologische Zusammenhänge in unkomplizierter Weise darzustellen, „ohne dabei zu simplifizieren“.

### Lebensende und Nachlass
Johannes Schneider verstarb ehe- und kinderlos. Die letzten Lebensjahre verbrachte er wegen einer schweren Erkrankung im Seniorenheim des Diakonissenmutterhauses Bethel. Die Einrichtung, zu deren Kuratorium Schneider über drei Jahrzehnte gehört hatte, stand damals unter fördernder Obhutschaft des Bundes Evangelisch-Freikirchlicher Gemeinden in Deutschland. Schneiders Nachlass befindet sich im baptistischen Oncken-Archiv.

## Veröffentlichungen (Auswahl)
Johannes Schneider war ein geschätzter Mitarbeiter theologischer Nachschlagewerke. Für das Lexikon Religion in Geschichte und Gegenwart (1959) verfasste er zwei Artikel. Für das Calwer Bibellexikon schrieb er 21 Artikel. Das Biblisch-Historische Handwörterbuch enthält fünf, das Reallexikon für Antike und Christentum einen und das Theologische Begriffslexikon zum Neuen Testament zwei Artikel. Zur bekannten Kommentarreihe Das Neue Testament Deutsch (Ausgabe 1967) verfasste er die Auslegungen des Jakobusbriefs, des 1. sowie des 2. Petrusbriefs,  des Judasbriefs und der drei Johannesbriefe. Der Kommentarband wurde 1975 posthum ins Japanische übersetzt.
Eine ausführliche Bibliographie Johannes Schneiders bietet die Theologische Literaturzeitung in ihrer Ausgabe 90/1965 (Spalten 795–798). Schneiders schriftlicher Nachlass befindet sich im Oncken-Archiv des Bundes Evangelisch-Freikirchlicher Gemeinden; darin enthalten ist eine Sammlung von über 500 Predigtkonzepten.
Die nachfolgende Auswahl der Veröffentlichungen Johannes Schneiders ist chronologisch abwärts sortiert.
- Das Evangelium nach Johannes (posthum gedrucktes Manuskript; herausgegeben von Erich Fascher, bearbeitet von Peter-Paul Sänger). Sonderband in der Reihe Theologischer Handkommentar zum Neuen Testament. Evangelische Verlagsanstalt: Berlin 1984 (4. Auflage). ISBN 3-374-00361-3 (mit einer Kurzbiographie Schneiders im Anhang, verfasst von Günter Balders).
- Immersio. In: Die Kirchen der Welt. Band 2. Stuttgart 1964. S. 39–44.
- Das Hirtenamt des Dieners am Wort (1. Petrus 5,1–4). Vortrag; abgedruckt in: Bericht über den Kongreß der Europäischen Baptisten. 26.–31. Juli 1958 in Berlin (Hrsg. Jakob Meister). J. G. Oncken Nachf., Kassel 1959. S. 155–168.
- Taufe und Gemeinde im Neuen Testament. Kassel 1956.
- Die Gemeinde nach dem Neuen Testament. Kassel 1955. OCLC 1072737839
- Gemeinde und Welt im Neuen Testament. Kassel 1955.
- Die Taufe im Neuen Testament. Stuttgart 1952.
- Der Sinn der Bergpredigt. Von der Grundordnung christlichen Lebens. Berlin 1939. OCLC 833381572
- Die Einheit der Kirche im Neuen Testament. Berlin 1936.
- DOXA – Eine bedeutungsgeschichtliche Studie. In: Neutestamentliche Forschungen. Band III,3. Gütersloh 1932
- Friedrich Naumanns soziale Gedankenwelt. Berlin 1929. OCLC 1014055680 (Johannes Schneiders Dissertation in überarbeiteter Fassung)
- Die Passionsmystik des Paulus. Ihr Wesen, ihr Hintergrund und ihre Nachwirkungen. Leipzig 1929. OCLC 1100164490.